# 5e régiment d'infanterie légère
Le 5e régiment d'infanterie légère (5e léger) est un régiment d'infanterie légère de l'armée française créé sous la Révolution à partir du bataillon de chasseurs Cantabres, un régiment français d'Ancien Régime lui-même issu du régiment de Montréal.

En 1854, il est transformé et prend le nom de 80e régiment d'infanterie.

## Création et différentes dénominations
- 17 mars 1788 : Formation des Chasseurs Cantabres à partir du régiment de Montréal
- 1791 : renommé 5e bataillon de chasseurs.
- 23 mars 1795 : devient la 5e demi-brigade légère de première formation
- 20 février 1796 : transformé en 5e demi-brigade légère de deuxième formation
- 1803 : renommée 5e régiment d'infanterie légère.
- 12 mai 1814 : pendant la Première Restauration le régiment prend la dénomination de régiment léger d'Angoulême
- 20 avril 1815 : pendant les Cent-Jours il reprend le nom de 5e régiment d'infanterie légère
- 16 juillet 1815 : comme l'ensemble de l'armée napoléonienne, il est licencié à la Seconde Restauration.
- 11 août 1815 : création de la légion de l'Ariège.
- 1820 : renommée 5e régiment d'infanterie légère.
- En 1854, l'infanterie légère est transformée, et ses régiments sont convertis en unités d'infanterie de ligne, prenant les numéros de 76 à 100. Le 5e régiment d'infanterie légère prend le nom de 80e régiment d'infanterie de ligne.

## Guerres de la Révolution et de l'Empire (5eléger)
- 1788 : Création du 5e bataillon de chasseurs Cantabres[1] à partir du corps de Montréal à Saint-Jean-Pied-de-Port.

- 1793 : 1 compagnie du bataillon est rattachée à l'armée du Nord, tandis que le reste du bataillon est à l'armée des Pyrénées orientales.
- juin 1794 : création de la 5e demi-brigade d’infanterie légère à partir de trois bataillons de chasseurs basques
- 1803 : la demi-brigade devient le 5e régiment d'infanterie légère[1]

- 1830  : Une ordonnance du 28 août créé le 3e bataillon du 5e léger[2]

## Personnalités ayant servi au5eRIL
- Michel Jacques François Achard (1778-1865), général d'empire, capitaine au 5e léger en 1804
- François Michel Brayer (1788-1848) alors chef de bataillon
- Jean Gheneser (1766-1851) colonel du 5e régiment d'infanterie légère

## Sources et bibliographie
- Adrien Pascal : Histoire de l'armée et de tous les régiments volume 4
- Émile Ferdinand Mugnot de Lyden : Nos 144 Régiments de Ligne
- Camille Brisset : Historique du 80e régiment d'infanterie (et du 5e régiment d'infanterie légère)
- Historiques des corps de troupe de l'armée française (1569-1900)
- Les liens externes cités ci-dessous